# آفاز
آفاز هي منظمة عالمية أطلقت عام 2007، تناضل من أجل قضايا البيئة وحقوق الإنسان وحرية التعبير والفساد والفقر والصراع. مهمتها بحسب تصريحها هي «ردم الهوة بين العالم الذي نعيشه اليوم والعالم الذي يريده أغلب الناس في كل مكان». تقوم آفاز باطلاق حملاتها ب 17 لغة، وتقول إن عدد أعضائها يتجاوز 40 مليون شخصٍ في جميع دول العالم. وفقاً لصحيفة الغارديان فإن: «عمر آفاز خمس أعوام فقط، لكنها توسعت لتصبح أكبر شبكات النشطاء وأكثرها فعالية حول العالم».

## أصل التسمية
آفاز تعني صوت في كثير من اللغات الأوروبية والآسيوية والشرق أوسطية، بناء على المنظمة.

### طريقة اختيار الحملات العالمية
يدير حملات آفاز فريق عمل من أكثر من 30 دولة، منها بريطانيا والهند ولبنان والبرازيل. يتواصل هذا الفريق مع أعضاء المنظمة من خلال البريد الإلكتروني، ويستخدم تكتيكات متعددة في الحملات بما فيها العرائض الإلكترونية والفيديوهات وأدوات التواصل مع الزعماء. في بعض الحالات تستخدم آفاز أيضا الاعلانات وتوكل محامين لتقديم الاستشارة القانونية حول أفضل طريقة للاستمرار بحملة معينة، وتنظم مظاهرات ومسيرات وحملات اتصال هاتفي ووقفات تجذب اهتمام وسائل الاعلام.
تأتي اقتراحات الحملات من الأعضاء، ويقوم فريق من الاختصاصيين بتدعيم هذه الأفكار. بعد أن يتم اختيار قضية معينة للعمل عليها، يتم إرسال بريد الكتروني لعشرة آلاف عضو في آفاز لمعرفة رأيهم في هذا الموضوع. إذا حصل الايميل على تجاوب كاف من الأعضاء، يتم اطلاق الحملة وارسالها إلى جميع أعضاء آفاز.

### منصة للحملات المحلية
في عام 2012 أطلقت المجموعة موقعا لحملات المجتمع يسمح لأي كان باطلاق حملتهم الخاصة خلال دقائق. خلال أشهر تم استخدام موقع حملات المجتمع في عدد من القضايا الهامة، وقام أكثر من ثماني آلاف شخص باطلاق حملاتهم الخاصة في الأشهر القليلة الأولى.

## المصدر
- موقع آفاز الرسمي باللغة العربية.